# Tribu de Ruben
Pour les articles homonymes, voir Ruben.
La tribu de Ruben (hébreu ראובן, Réuben, i.e. voici un fils) est l'une des douze tribus d'Israël. Cette tribu relève du patriarcat de Ruben, premier-né de Jacob, fils d'Isaac, fils d'Abraham. Sa mère se nomme Léa (Léah), fille de Laban, qui est lui-même le frère de Rebecca, épouse d'Isaac et donc grand-mère paternelle de Ruben.
Sa tribu fait la conquête du pays de Canaan et s'installe sur les territoires sur la rive orientale du Jourdain.Sous le règne du roi Saül, la tribu de Ruben fait la guerre à la tribu des Agaréens qui est vaincue et agrandit son territoire en occupant la partie orientale de Galaad.
C'est l'une des dix tribus perdues lors de la destruction du Royaume d'Israël (royaume du Nord) en -722.
Les fils de Ruben, premier-né de Jacob, sont : Hanok, Pallou, Hetsrôn et Karmi. Deux ans après la sortie d'Égypte, la tribu de Ruben compte 46 500 hommes âgés de 20 ans et plus.
Le prophète Élisée (hébreu, אֱלִישָׁע, Élishah), né à Abel-Méhula, est de la tribu de Ruben ainsi que le prophète Joël (hébreu, יוֹאֵל), fils de Pétuel.
- Bénédiction de Jacob sur Ruben[3] : « À Réuben mon premier-né, ma force et premier-fruit de ma vigueur, supérieur en dignité par le rang, mais il est monté sur ma couche. Ta vague ne s’élèvera plus, car tu portes la honte d’être monté sur le lit de ton père ».
- Bénédiction de Moise sur la tribu de Ruben[4] : « Que Ruben vive et ne jamais mourir, et que ses hommes soient nombreux ! ».

## Effectifs de la tribu de Ruben
Deux ans après la sortie d'Égypte, Moïse effectue un premier recensement et les descendants de Ruben sont au nombre de 46 500. Les descendants de Ruben forment une armée de 46 500 hommes.
Après la révolte de Coré, Dathan et Abiron, Moïse effectue un second recensement et les descendants de Ruben sont au nombre de 43 730.
L'archéologue Donald Bruce Redford estime que les nombres donnés dans la Bible sont peu crédibles dans la mesure où ils sont trop grands.

## Territoire de la tribu de Ruben
Le territoire de la tribu de Ruben est décrit dans le Livre de Josué. Sa frontière sud est la rivière Arnon. Il contient tout le plateau allant de la ville d'Aroër (en) sur la rive de l'Arnon jusqu'à la ville de Madaba (où on a trouvé la mosaïque géographique appelée carte de Madaba) au sud de la ville de Heshbôn qui appartenait au royaume de Sihôn (en) l'ex-roi de Heshbôn. Il contient toutes les villes sur ce plateau : Heshbôn, Dibôn (en), Bamoth-Baal (en), Baal-Méôn (en), Yahats, Qedémoth (en), Méphaat (en), Qiriathaïm, Sibna, Tséreth-Shahar, Beth-Péor (en), Beth-yeshimoth, ainsi que les versants du mont Pisgah (en) dans la chaîne de montagnes appelée Abarim et qui fait face à la ville de Jéricho.
Une de leurs villes est une ville de refuge (en) : Bétser (en), située sur un plateau désertique à l'est du Jourdain et en face de la ville de Jéricho,. Quatre de leurs villes deviennent des villes lévitiques attribuées aux Merarites : Bétser (en) (ville de refuge), Yahats, Qedémoth (en) et Méphaat (en).
Pour Kenneth Anderson Kitchen, ces listes ne sont pas fiables.

## Disparition de la tribu de Ruben
À partir du Xe siècle av. J.-C., la tribu de Ruben est incorporée dans le royaume du Nord, un des deux royaumes israélites après le schisme politique et religieux provoqué par le roi Jéroboam Ier.
Le Royaume d'Israël est détruit par l'Assyrie qui s'empare de la ville de Samarie en -722 et déporte une partie de la population du royaume. La tribu de Ruben est alors considérée comme une des dix tribus perdues.

## Membres de la tribu de Ruben
- Élitsour, le fils de Shedéour, est un chef de la tribu de Ruben lors de l'Exode hors d'Égypte[16],[17],[18],[19].
- Shammoua, le fils de Zakkour, est envoyé en éclaireur au pays de Canaan avant sa conquête[20].
- Abiron, le fils d'Éliab, appartient à la tribu de Ruben et soutient la révolte de Coré contre Moïse[21].
- Dathan, le fils d'Éliab, appartient à la tribu de Ruben et soutient la révolte de Coré contre Moïse[21].
- Ôn, le fils de Péleth, appartient à la tribu de Ruben et soutient la révolte de Coré contre Moïse[21].
- Élisée le prophète, fils de Shaphat (en) un cultivateur d'Abel-Méhula une ville de la tribu de Manassé située sur la rive du Jourdain, est né à Baal-Méon (en) une ville située dans le territoire de la tribu de Ruben[22].
- Joël, deuxième petit prophète et fils de Pétuel, appartient à la tribu de Ruben[23].

## Symboles de la tribu de Ruben
Ruben est souvent représenté par une mandragore (reconnaissable à sa racine fourchue caractéristique), en référence à celles qu'il apporta à sa mère Léa. Il est également représenté par des vagues à la surface de l'eau en référence à la bénédiction de Jacob, « Bouillonnant comme l'eau ».
Ruben est le 1er fils d'Israël. La pierre précieuse associée à Ruben sur le pectoral du grand prêtre est une pierre rouge, probablement un rubis, ou une sardoine.

emblème de Ruben
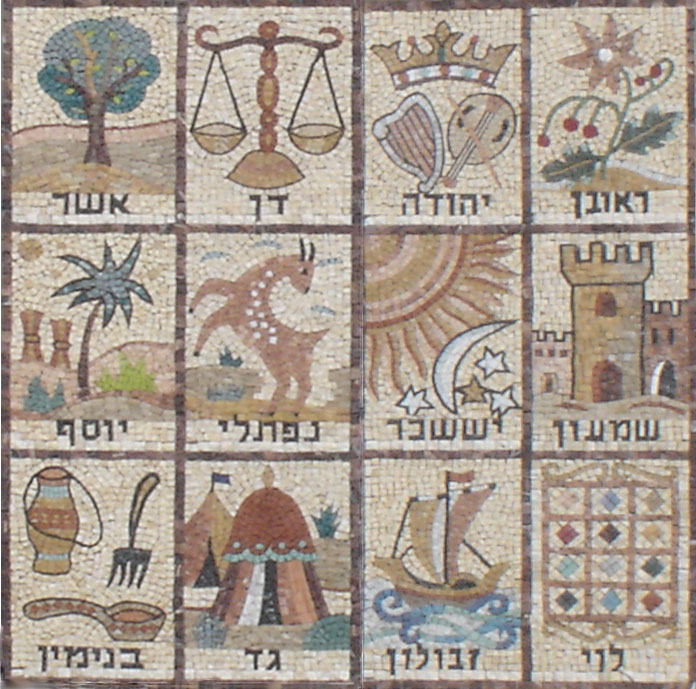
mosaïque où Ruben est symbolisé par une mandragore
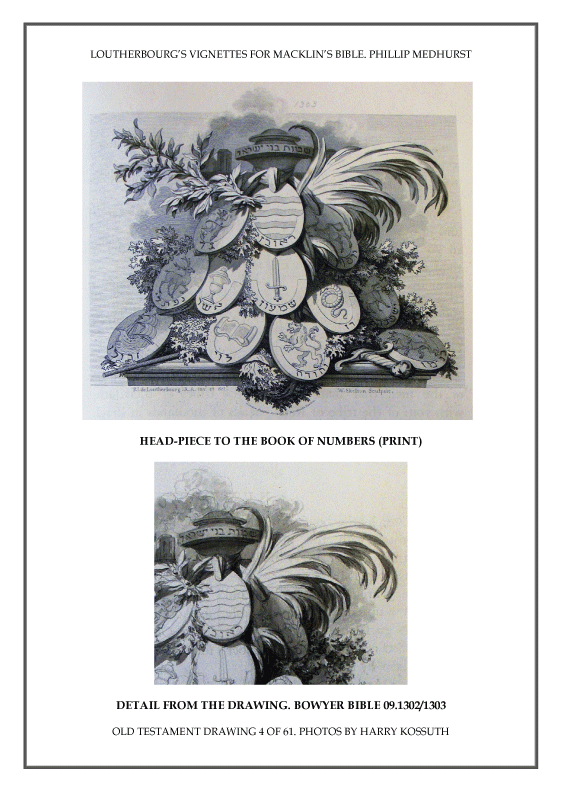
illustration où Ruben est symbolisé par des vagues
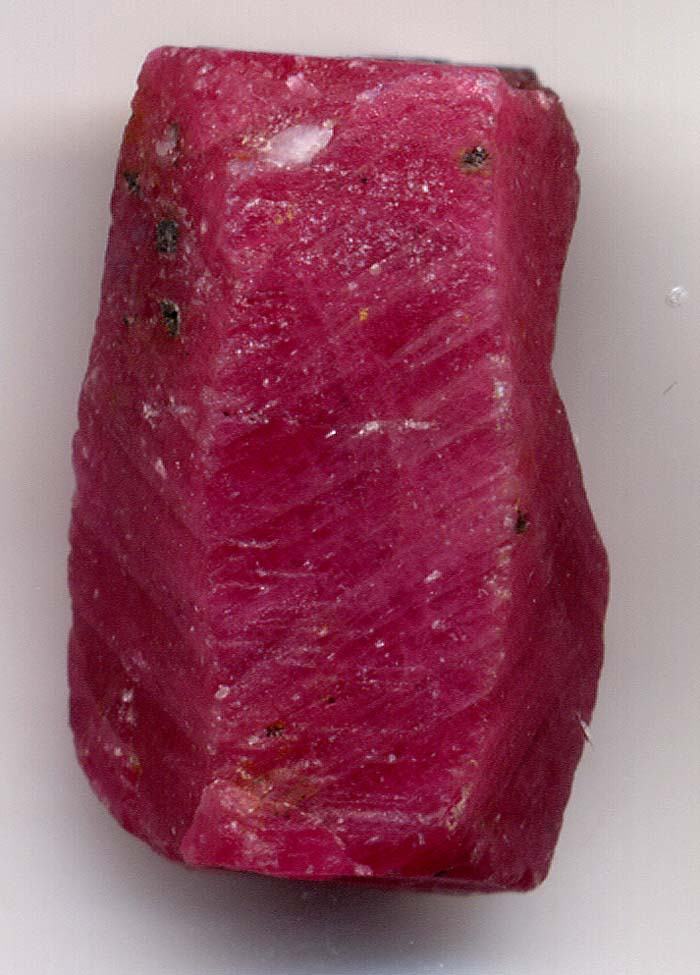
rubis